# إدوين فان دير هيد
إدوين فان دير هيد (بالهولندية: Edwin van der Heide) هو أستاذ جامعي وفنان وملحن هولندي، ولد في 1970 في هيلفرسوم في هولندا.

## وصلات خارجية
- الموقع الرسمي
- إدوين فان دير هيد على موقع IMDb (الإنجليزية)
- إدوين فان دير هيد على موقع ميوزك برينز (الإنجليزية)
- إدوين فان دير هيد على موقع ديسكوغز (الإنجليزية)